# LittleBigPlanet 3
LittleBigPlanet 3 es un videojuego de plataformas y  rompecabezas desarrollado por Sumo Digital y publicado por Sony Computer Entertainment para PlayStation 3 y PlayStation 4. Se lanzó en todo el mundo durante noviembre y diciembre de 2014, y es la tercera entrada de la serie principal LittleBigPlanet y la sexta en general. Fue anunciado en la rueda de prensa de Sony en el E3 2014 el 9 de junio de 2014. Fue desarrollado principalmente por Sumo Digital, con XDev y el creador de la serie Media Molecule ayudando de forma no revelada.
LittleBigPlanet 3 recibió críticas generalmente positivas tras su lanzamiento. Los críticos elogiaron las imágenes, el modo de creación y los nuevos elementos de juego, como la incorporación de nuevos personajes. Sin embargo, el juego generó críticas por sus problemas técnicos y la corta duración de su modo campaña.

## Jugabilidad
LittleBigPlanet 3 presenta elementos de juego muy similares a los dos primeros juegos de la serie principal de LittleBigPlanet, LittleBigPlanet y LittleBigPlanet 2. Es un juego de plataformas y rompecabezas con elementos de un juego sandbox. Al igual que otros juegos de LittleBigPlanet, LittleBigPlanet 3 pone un gran énfasis en la creación. Los jugadores crean sus propios niveles, personajes, objetos, como potenciadores, herramientas, decoraciones, pegatinas o vehículos, niveles centrales, cápsulas (efectivamente, el "hogar" del personaje) y otras cosas. Los jugadores pueden compartir sus creaciones. El juego principal gira en torno a navegar niveles coloridos y vibrantes con un personaje determinado, usar potenciadores, saltar, nadar, balancearse, agarrarse, interactuar con interruptores y personajes no jugadores, derrotar enemigos, completar los objetivos principales y encontrar objetos coleccionables, como Campanas de colección, pegatinas, materiales, objetos y gadgets.

### Personajes y habilidades
LittleBigPlanet 3 presenta tres nuevos personajes además de Sackboy, cada uno con sus propios rasgos y habilidades únicos. OddSock es un personaje parecido a un perro de cuatro patas que puede correr más rápido que Sackboy y saltar paredes. Swoop es un personaje parecido a un pájaro que puede volar libremente por los niveles y recoger otros objetos ligeros. Además de los objetos, Swoop puede recoger otros personajes, con la excepción de Big Toggle. Toggle es otro personaje que puede transformarse entre una versión grande y pesada y una versión pequeña y liviana. La versión más grande, llamada Big Toggle, es mucho más pesada que Sackboy y puede pesar plataformas o placas de presión. Su versión en miniatura se llama Little Toggle y puede caminar rápidamente sobre la superficie del agua, es muy pequeña y puede pasar por espacios reducidos. Los creadores de niveles tienen la capacidad de permitir a los jugadores jugar como más de un personaje durante el juego.  Además, Sackboy tiene una habilidad para escalar que funciona en texturas basadas en cuerdas como enredaderas.
LittleBigPlanet 3 tiene varios potenciadores que, cuando están equipados, otorgan a los jugadores habilidades adicionales. Uno de esos potenciadores, el "Pumpinator", sopla aire para mover objetos ligeros. Además de los potenciadores prefabricados, los creadores pueden crear los suyos propios utilizando el nuevo Power-up Creator. Hay 70 herramientas, además de las mejoradas que se conservan de tres títulos anteriores, LittleBigPlanet, LittleBigPlanet 2 y LittleBigPlanet PS Vita.

### Niveles creados por el usuario
En LittleBigPlanet 3, los jugadores pueden jugar cualquier nivel creado en LittleBigPlanet y LittleBigPlanet 2. La versión del juego para PlayStation 4 se renderiza con un motor gráfico mejorado y texturas a una resolución de 1080p, mientras que la versión para PlayStation 3 renderiza todo a 720p.
A diferencia de los juegos anteriores de la serie que tenían tres capas de profundidad jugables, LittleBigPlanet 3 permite a los creadores usar 16 capas.
Los jugadores están limitados por las reglas clásicas del Termómetro de forma predeterminada, pero pueden optar por utilizar la nueva transmisión de "Termómetro Dinámico" para los niveles. Esto hace que el juego descargue objetos a medida que los jugadores se alejan de ellos y cargue objetos a los que los jugadores se acercan, y solo los objetos cargados afectan el termómetro dinámico. Además, los jugadores pueden crear aventuras, un tipo de nivel que contiene hasta 15 niveles que comparten el progreso a lo largo de todos los subniveles.

## Recepción
LittleBigPlanet 3 recibió críticas positivas de los críticos. Recibió una puntuación agregada del 80,78% en GameRankings según 50 reseñas  y 79/100 en Metacritic según 76 reseñas. 